# Guaraúnos (paroisse civile)
Pour les articles homonymes, voir Guaraunos.
Guaraúnos est l'une des six paroisses civiles de la municipalité de Benítez dans l'État de Sucre au Venezuela. Sa capitale est Guaraúnos.